# Eugen Emil Plazzeriano
Eugen Emil Plazzeriano (Plazeriano, Placeriano, Placerijano) (Zagreb, 3. prosinca 1897.1903. – Zagreb, 1952./6. studenoga 1972.) bio je hrvatski nogometaš, nogometni reprezentativac. Igrao je u napadu.

## Igračka karijera

### Klupska karijera
Igrao je za zagrebački klub HAŠK.
S HAŠK-om je osvojio Prvenstvo Zagrebačkog nogometnog podsaveza 1921./22. i Kup Jugoslavenskog nogometnog saveza 1923.

### Reprezentativna karijera
Za reprezentaciju je zaigrao prvi i jedini put 26. svibnja 1924. protiv Urugvaja na olimpijskom turniru. Ta je utakmica završila 7:0 za Urugvaj. To je bilo na OI 1924. u Parizu, gdje je odigrao tu utakmicu. Od hrvatskih nogometaša s njim su bili u izabranom sastavu Dragutin Babić, Stjepan Bocak, Artur Dubravčić, Dragutin Friedrich, Andrija Kujundžić, Antun Pavleković, Alfons Pažur, Adolf Percl, Dragutin Vragović, Dragutin Vrđuka, Branko Zinaja, Emil Perška, Eugen Dasović, Slavin Cindrić, Janko Rodin, Marijan Marjanović, Rudolf Rupec, Stjepan Vrbančić i Vladimir Vinek.